# Paul Vaucher
Paul Vaucher (* 26. August 1887 in Gilly, Schweiz; † 11. Oktober 1966) war ein Historiker, Hochschullehrer und Autor.

## Leben
Der Vater Édouard Vaucher lehrte als lutherischer Theologe an der protestantischen Fakultät der Universität von Paris. Sein Sohn studierte bei den Historikern Émile Bourgeois und Georges Pagès an der Sorbonne und der privaten École libre des sciences politiques. 1906 legte er sein Examen in Philosophie, 1912 in Geschichte und Geographie ab. 1913 stellte er im Jahrbuch der Schule für höhere Studien sein Dissertationsprojekt über das Verhältnis von England und Frankreich vor. Er las im Londoner Public Record Office die Korrespondenz des englischen Botschafters in Paris aus dem 18. Jahrhundert. Im British Museum studierte er den diplomatischen Schriftverkehr des Staatssekretärs im Außenamt, lernte den Einfluss der großen Fernhandelsgesellschaften kennen.
1919 erteilte er Unterricht in französischer Sprache an der Universität von Lund in Schweden. Sein Mentor und Freund, der Philosoph und Historiker Élie Halévy empfahl ihn am 23. März 1920 für eine Stelle an der University of London. Seit 1922 lehrte er dort moderne französische Geschichte. 1924 legte er an der Universität von Paris seine Dissertation über „Die Krise des Ministeriums Walpole“ vor. Nach 1930 verbrachte er die Wintermonate in Frankreich. 1933 unterrichtete er als Professor an der London School of Economics and Political Science.
In den ersten Kriegsjahren diente er als Zensor in der Nachrichtenagentur Havas. Er unterrichtete an der New School for Social Research in New York und kehrte 1941 nach London zurück, um an der Botschaft der französischen Exilregierung als Kulturattaché zu fungieren.
Die Bildungsminister der alliierten Länder gründeten in London eine Kommission für den Schutz und die Rückgabe von Kulturgütern, die nach ihrem Vorsitzenden „Vaucher-Komitee“ benannt wurde. Die erste Sitzung fand am 25. April 1944 statt. Vertreten waren Belgien, China, Frankreich, Griechenland, Luxemburg, die Niederlande, Norwegen, die USA, das britische Erziehungsministerium und das British Council. Das Sekretariat der Kommission am Belgrave Square 23 wirkte bis zu seiner Auflösung im November 1945 als Informationszentrale über Raubkunst. Die gesammelten Daten über systematische Enteignung, organisierte Plünderungen, Hehler, Agenten und Schmuggler wurden auf Karteikarten im Victoria und Albert Museum in London verzeichnet und durch Mikrofilme bei den Alliierten verbreitet. Die Vaucher-Kommission war Vorbild für die amerikanischen Bestrebungen zum Kunst- und Denkmalschutz auf den Kriegsschauplätzen.
Ein Briefwechsel mit dem Kunsthistoriker Kenneth Clark vom Februar 1945 hat sich im Archiv der Tate Gallery erhalten.
Im November 1945 wurde Vaucher auf einen Lehrstuhl für Geschichte an der Sorbonne berufen. Seine Vorlesung über das britische Weltreich und dessen Ausbreitung nach Afrika und Asien vom 19. Jahrhundert bis 1939 erschien 1948 im Druck. 1954 folgte sein Beitrag zu einem dreibändigen Werk über das „europäische Erbe“. 1956 trat er in den Ruhestand.

## Werke
- La Crise du ministère Walpole, en 1733–1734. Plon-Nourrit, Paris 1924.
- Robert Walpole et la politique de Fleury, 1731–1742. Plon-Nourrit, Paris 1924.
- Le Monde anglo-saxon du XIXe siècle. E. de Boccard, Paris 1926 (Histoire du monde 12,1).
- Post-War France. Butterworth, London 1934.
- L'Évolution économique de la Grande-Bretagne au XX. siècle et l'effort de guerre britannique. les Cours de lettres, Paris 1948.
- Étude sur la France de 1598 à 1660. Centre de documentation universitaire, Paris 1949.
- Le Despotisme éclairé 1740–1789. Centre de documentation universitaire, Paris 1949.
- L'Évolution sociale et religieuse de l'Angleterre au XIX. siécle. Centre de documentation universitaire, Paris 1953.
- Mitherausgeber (mit Ernest Barker und George Clark): The European Inheritance. Clarendon press, Oxford 1954.